# Morris Kirksey
Morris Marshall Kirksey (13. září 1895 Waxahachie – 25. listopadu 1981 San Mateo) byl americký sportovec. 
Na Letních olympijských hrách 1920 v Antverpách startoval v lehké atletice, kde jako jednotlivec získal stříbrnou medaili v závodě na 100 metrů a vypadl v  semifinálovém běhu na 200 metrů. Pak byl finišmanem sprinterské štafety USA, která zvítězila ve světovém rekordu 42,2 sekund. Nastoupil také v rugby union, kde v jediném utkání turnaje Američané přehráli favorizovaný tým Francie. Kirksey je tak jednou ze čtrnácti osob, které se staly olympijskými vítězi ve více sportech.
Na antverpské olympiádě došlo také ke kurióznímu incidentu, když se po oslavách štafetového vítězství Kirksey vrátil do hotelu pozdě a vchod již byl uzamčen. Pokusil se dostat dovnitř oknem, ale byl zatčen policistou, který ho považoval za zloděje.
Po olympiádě Kirksey vyhrál ve sprintu IC4A Championships a atletické šampionáty Nového Zélandu a Havajských ostrovů. Jeho osobní rekordy byly 10,6 s na 100 metrů a 21,6 s na 200 metrů.
Vystudoval Stanfordovu univerzitu a St. Louis Medical College. Po ukončení sportovní kariéry pracoval jako psychiatr ve věznici Folsom a San Quentin.